# Рамон Міффлін
Рамон Міффлін (ісп. Ramón Mifflin, нар. 5 квітня 1947, Ліма) — перуанський футболіст, що грав на позиції півзахисника. По завершенні ігрової кар'єри — тренер.
Виступав, зокрема, за клуби «Спортінг Крістал» та «Нью-Йорк Космос», а також національну збірну Перу.

## Клубна кар'єра
Рамон народився в районі Барранко міста Ліми в родині Ектора Міффліна, перуанця ірландського походження та Грасіели Паес, перуанки іспанського походження. Він почав грати у футбол у віці 6 років.
У дорослому футболі дебютував 1964 року виступами за команду «Сентро Ікеньйо», в якій грав у 1963—1964 роках, після чого виступав три сезони за інший місцевий клуб «Дефенсор Аріка».
Своєю грою за цю команду привернув увагу представників тренерського штабу клубу «Спортінг Крістал», до складу якого приєднався 1967 року. Відіграв за команду з Ліми наступні шість сезонів своєї ігрової кар'єри і виграв три чемпіонати Перу в 1968, 1970 та 1972 роках.
1973 року Рамон відправився за кордон, погравши спочатку недовго у аргентинському «Расінгу» (Авельянеда), а потім і у бразильському «Сантусі», виступаючи разом із легендарним Пеле. Коли 1975 року бразилець перебрався до американського «Нью-Йорк Космос», він рекомендував нью-йоркській команді запросити і Міффліна. Завдяки цьому перуанець протягом трьох сезонів захищав кольори клубу у NASL, на той момент вищому дивізіоні США і 1977 року виграв турнір з командою, до якої входили також такі зірки як Карлос Альберто, Франц Бекенбауер, Джорджо Кіналья, Пеле та інші.
У 1978 році Міффлін провів шість матчів у NASL за «Лос-Анджелес Ацтекс», а пізніше того ж року зіграв 18 матчів за «Нью-Йорк Іглз» з Американської ліги футболу, другого дивізіону країни.
У жовтні 1978 року Рамон повернувся в «Спортінг Крістал», у складі якого наступного року виграв національний чемпіонат, четвертий за свою кар'єру.
Завершив ігрову кар'єру у колумбійській команді «Індепендьєнте», за яку виступав у 1981 році. В подальшому працював тренером, очолював ряд перуанських клубів, в тому числі «Спорт Бойз», «Універсітаріо де Депортес», «Хуан Ауріч» та інші, а також був асистентом бразильця Тіма у національній збірній Перу на чемпіонаті світу 1982 року.

## Виступи за збірну
4 червня 1966 року дебютував в офіційних матчах у складі національної збірної Перу в товариській грі проти Бразилії (0:4).
У складі збірної був учасником чемпіонату світу 1970 року у Мексиці. У цьому турнірі він зіграв у всіх трьох матчах групового етапу, а також у програному чвертьфіналі проти майбутніх переможців турніру збірної Бразилії (2:4).
Загалом протягом кар'єри у національній команді, яка тривала 8 років, провів у її формі 44 матчі.

## Титули і досягнення
- Чемпіон Перу (4):

«Спортінг Крістал»: 1968, 1970, 1972, 1979
- Переможець Північноамериканської футбольної ліги (1):

«Нью-Йорк Космос»: 1977

## Особисте життя
У 22 роки він одружився зі своєю дружиною Інгрід, від якої мав 2 дітей: Рамона (1972) та Інгрід (1973).
З 2016 року став працювати спортивним коментатором на перуанському спортивному каналі Gol Perú.